# Hamonado
El hamonado es un plato filipino que consiste en carne marinada y cocida en una salsa dulce de piña. Es un plato popular durante la Navidad en las regiones filipinas donde comúnmente se cultivan piñas. El hamonado es también un término general para platos salados marinados o cocinados con piña en Filipinas.

## Etimología
Hamonado proviene del español jamonado, «hecho con jamón». El jamón (hamon) se cocina para Navidad, pero este es otro plato. El hamonado también se conoce como endulsado en Zamboanga.
El hamonado o hamonada es también un término coloquial para la variante dulce de las salchichas filipinas longganisa (propiamente longganisang hamonado).

## Descripción

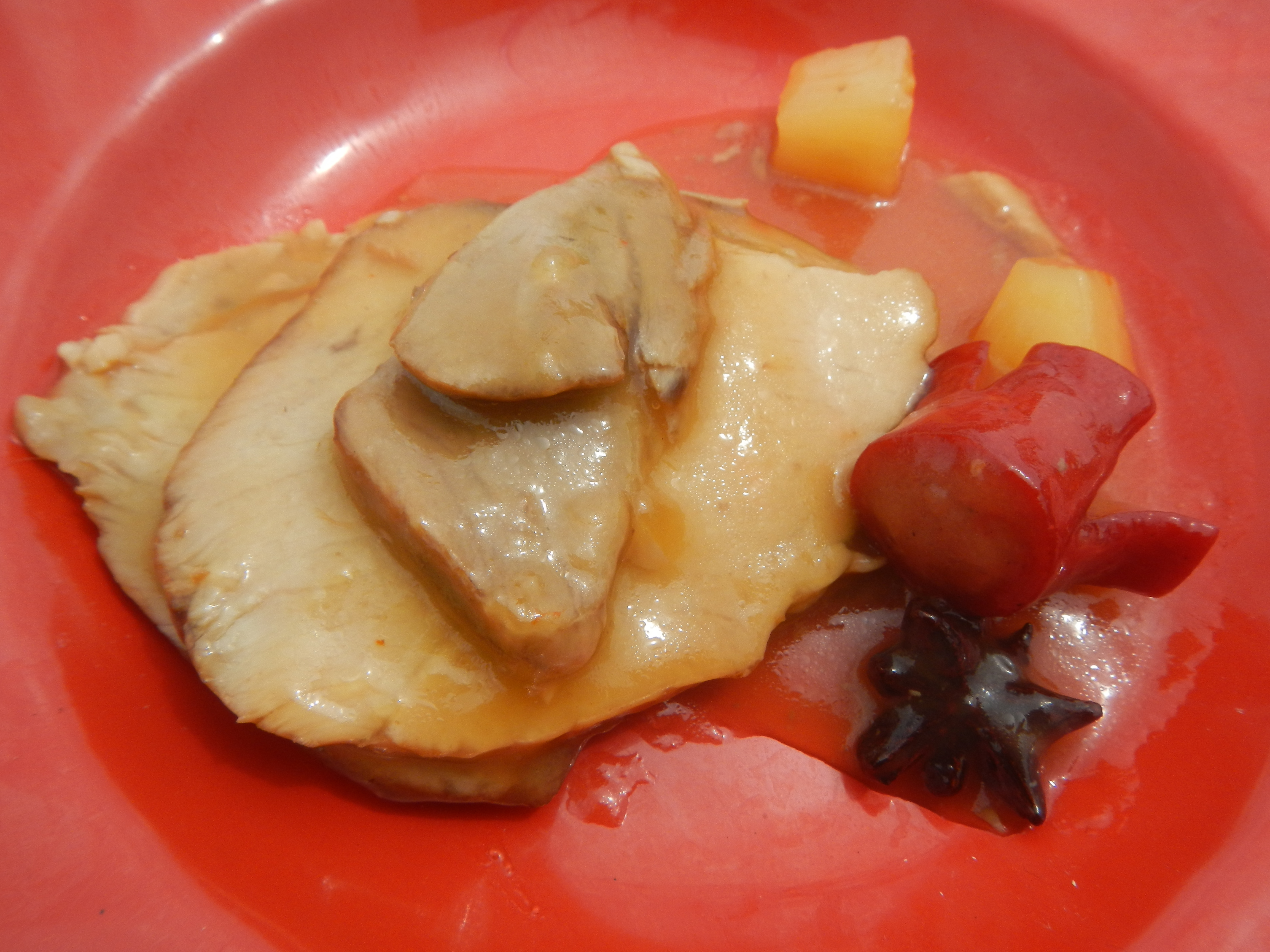
Hamonado de cerdo de Bulacán con perritos calientes y anís estrellado

Por lo general, la carne (generalmente cortes grasos de cerdo, pero también puede ser pollo o ternera) se marina durante la noche en una salsa dulce hecha con jugo de piña, azúcar morena, salsa de soja y diversas especias. Luego se fríe hasta que la carne se dore. La carne se cuece a fuego lento en caldo y la marinada con trozos de piña añadidos hasta que la carne esté muy tierna. Se sirve sobre arroz blanco.
Las variaciones del plato a veces no incluyen un período de marinado, y en su lugar cocina lentamente la carne de cerdo hasta que esté muy tierna, especialmente cuando se usan cortes con carne dura como pata (codillo) o solomillo. En algunas recetas familiares también se pueden agregar jugo de calamansi, zanahorias, pasas, encurtidos, longganisa y perritos calientes. Algunas variantes del hamonado se pueden cocinar al estilo afritada, usando salsa de tomate o kétchup de plátano.

## Platos similares
El hamonado es similar al pininyahang manok, pollo estofado con piña. Excepto que este último no usa salsa de soja y se cuece en una base de leche.